# Funus

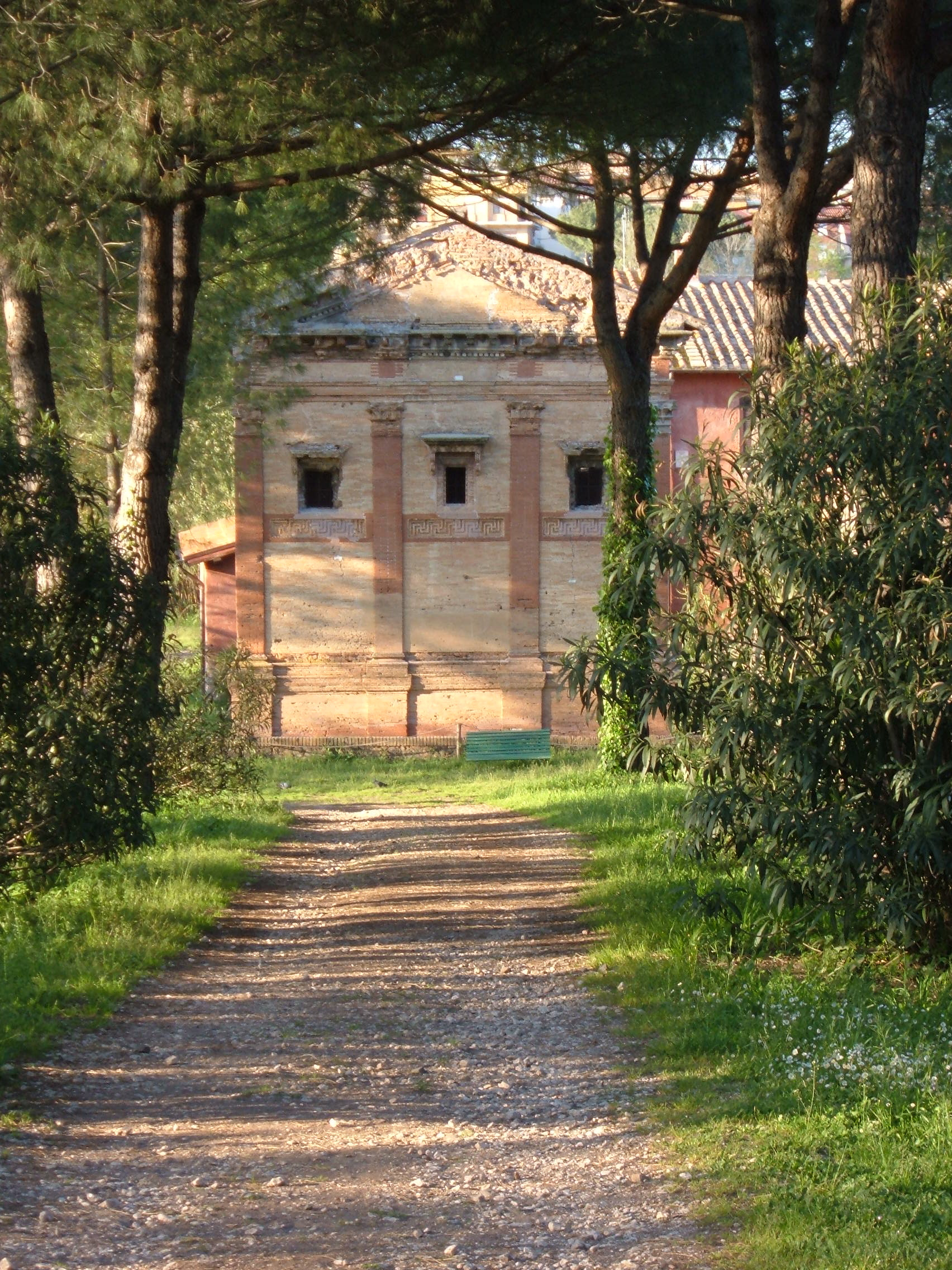
Grafmonument van Annia Regilla aan de Via Appia

Funus of funalia waren de overlijdensrituelen in de Romeinse wereld. Deze waren vrij uitgebreid en, zoals de meeste Romeinse rituelen, tamelijk formalistisch. Nadat de dood was vastgesteld door de overledene bij zijn naam te roepen, werd de overledene door pollinctores afgelegd, waarna een achtdaagse rouwperiode volgde. Nadien werd het lijk in een processie naar de begraafplaats vervoerd, waar vaak, maar niet altijd, het lijk werd gecremeerd. De overgebleven beenderen en de as werden verzameld en in een urna bijgezet in een, vaak collectief, soms individueel grafmonument. Nadien werd de overledene herdacht in een feestmaal en in de hogere kringen was het gebruikelijk rauw vlees uit te delen, publieke maaltijden of zelfs spelen te organiseren.

## Dood
Volgens de traditie werd de dood vastgesteld door de naaste verwant, door luidkeels de naam van de overledene te roepen (inclamare of conclamare), vergezeld van afscheidsgroeten zoals (h)ave en vale. Als naasten aanwezig waren bij het sterven, zal een van hen wellicht geprobeerd hebben de laatste adem van de stervende in een kus te vangen. Eventuele ringen, die in de Romeinse wereld een statussymbool waren, werden van de dode afgenomen en zijn ogen en mond, met daarin een munt voor Charon, werden gesloten door een naaste verwant.

## Rouw

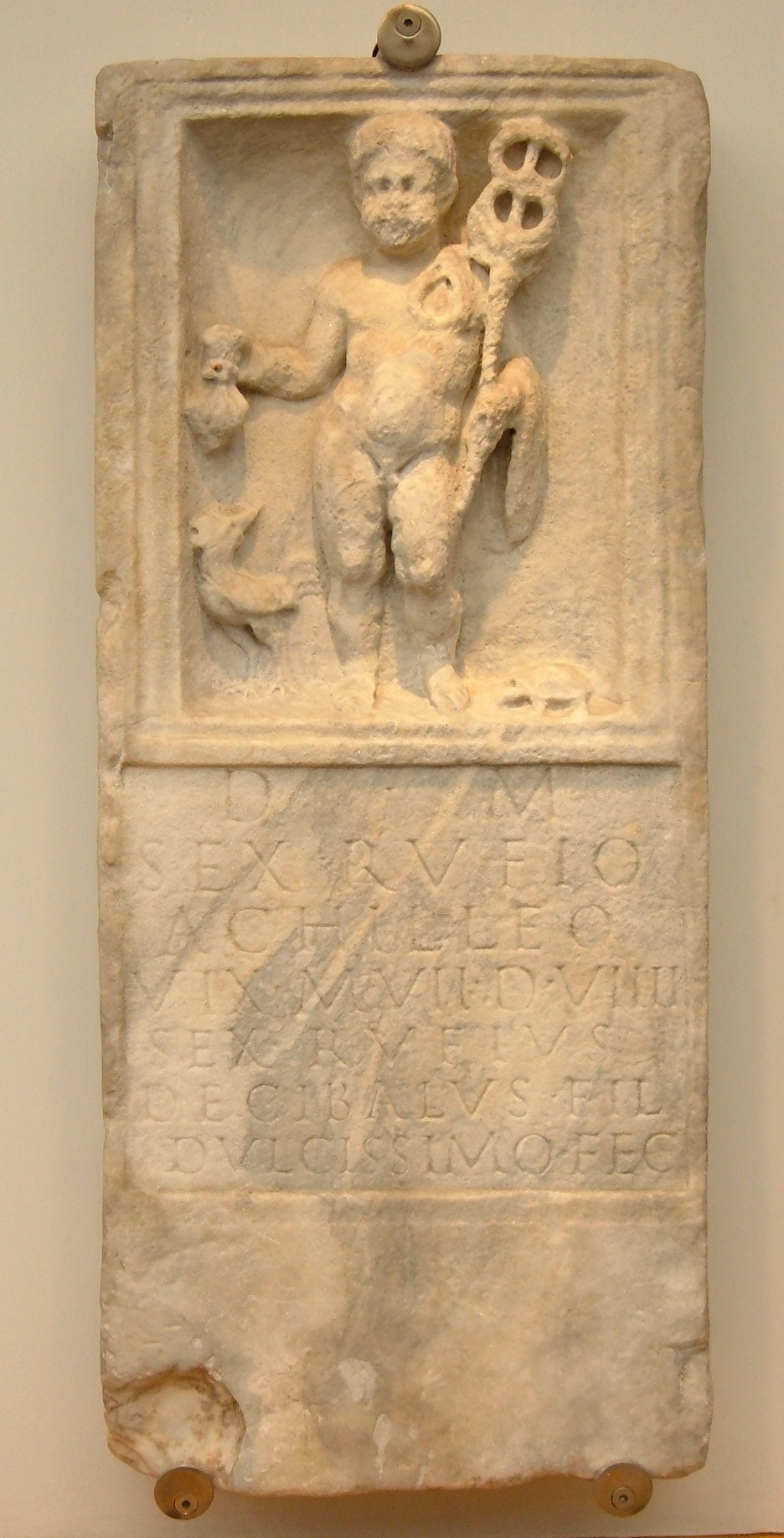
Grafmonument voor Sextus Rufius Achilleus, zeven maanden en negen dagen oud, de allerliefste zoon (fil(io) dulcissimo) van Sextus Rufius Decibalus

Het lijk werd vervolgens door pollinctores, slaven in dienst van de libitinarius, de begrafenisondernemer, gewassen, met oliën en parfums behandeld, en gekleed in de beste kleren die de overledene had. Voor vrije burgers was dit veelal een witte toga, voor ambtsdragers hun ambtsgewaad. Aldus gekleed, werd de overledene op een bank, soms overdekt door bladeren en bloemen, in het vestibulum geplaatst met de voeten naar de deur. Als de overledene een corona had verworven tijdens zijn leven, werd deze op zijn hoofd geplaatst. Bij de deur werd veelal een cipressentak geplaatst, wat normaliter alleen de notabelen was toegestaan.

## Begrafenis
Begrafenissen waren er in twee soorten, de funera publicae of funera indictae ("aangezegde begrafenissen") voor vooraanstaande personen met een bijzondere verdienste voor de staat en de funus tacitum ("stille begrafenis"), funus translatitium (gewone begrafenis) of funus plebeium (volksbegrafenis). Ook speelde het aanzien en natuurlijk het vermogen van de overledene een grote rol. Zo werden de rijken, die zich een processie konden veroorloven, overdag begraven en hadden grote monumenten aan de uitvalswegen, terwijl de armen 's nachts werden begraven en zonder uitgebreide processies of monumenten. Voor de middenstand waren er familiegraven en gemeenschappelijke graven, de z.g. columbaria. Zelfs fraai bewerkte urnen werden soms gedeeld.

### Processie
Op de achtste dag na de dood vond de begrafenis plaats. In oude tijden vonden begrafenissen 's nachts plaats, in later tijden werden alleen de armen, die zich geen begrafenisprocessie konden veroorloven, 's nachts begraven. De overledene werd, op de stoel of bank waarop hij geplaatst was, in een processie zijn huis uitgedragen. Een designator of dominus funeris bepaalde hierbij de volgorde. Bij personen die daar recht op hadden werd deze vergezeld door een of meerdere lictores die in het zwart waren gekleed.
De stoet werd voorafgegaan door muzikanten (cornicines en siticines) die treurmuziek speelden. Daarna volgden voor de gelegenheid ingehuurde klaagvrouwen, de praeficae, die een klaaglied, de naenia of lessus ten gehore brachten. Soms volgden daarna clowns (scurrae en histriones), waarbij een van hen, de archimimus, de woorden en daden van de overledene verbeeldde.
Dan kwamen de vrijgelatenen van de overledene, die een pileati droegen, een vilten muts die hun vrijheid symboliseerde. Het was niet ongebruikelijk dat een overledene in zijn testament al zijn slaven de vrijheid schonk, niet alleen uit medemenselijkheid, maar ook om een passend pompeuze begrafenis te garanderen.
Vlak voor de overledene werden militaire eretekens en andere onderscheidingen meegedragen, evenals maskers die zijn illustere voorouders symboliseerden. Het stoffelijk overschot was geplaatst op een, in sommige gevallen, van ivoor, goud en purper voorziene ligbank (feretrum of capulus) die door zijn naaste verwanten, vrienden of collegae werd gedragen. Armen werden in een eenvoudige doodskist, een sandapila vervoerd die gedragen werd door vespiliones of vespae, zo genoemd omdat ze in de avond (vesper) hun werk verrichtten.
Na de overledene volgden naasten en verwanten, zonen met het hoofd bedekt, dochters blootshoofds met de haren in de war. Hoewel dit expliciet in de wetten van de twaalf tafelen werd verboden, sloegen de vrouwen zich op de borst en wangen, en gaf men luidkeels uiting aan zijn rouw.
Als de overledene van hoge rang was, voerde de processie over het forum en hield halt bij de rostra. Hier werd dan een lofrede op de overledene gehouden, de laudatio. Deze praktijk dateert van zeer vroeg in de Romeinse geschiedenis. De gewoonte werd, aldus verschillende schrijvers, ingevoerd door Publicola bij de begrafenis van Brutus.
De eindbestemming van de processie was de plaats waar de crematie plaatsvond, buiten de stad. Als crematie en begrafenis op dezelfde plek plaatsvonden, noemde men dit de bustus, anders de ustrina. Voor rijkeren betekende dat een plaats in een familiegraf langs een van de uitvalswegen, zoals de Via Appia of de Via Latina met soms een ommuurde plaats voor de crematie, armeren waren aangewezen op publieke begraafplaatsen op minder prominente plaatsen.
Uitzondering op deze regel waren keizers en Vestaalse maagden, die boven de wet stonden, en personen van zeer hoog publiek aanzien. Onder andere de eerder genoemde Publicola is binnen de stadsmuren begraven, en ook zijn erfgenamen hadden dit recht, hoewel ze daar nooit gebruik van hebben gemaakt. Voor anderen was dit echter strikt verboden, hoewel het kennelijk toch voorkwam. Hadrianus vaardigde een wet uit waarbij 40 aureii, een klein vermogen, boete stond op overtreding. Bovendien werd de plaats waar de begrafenis had plaatsgevonden verbeurd verklaard. Ook Antoninus Pius en later Theodosius II voelden zich geroepen dit nogmaals expliciet te verbieden.

### Crematie

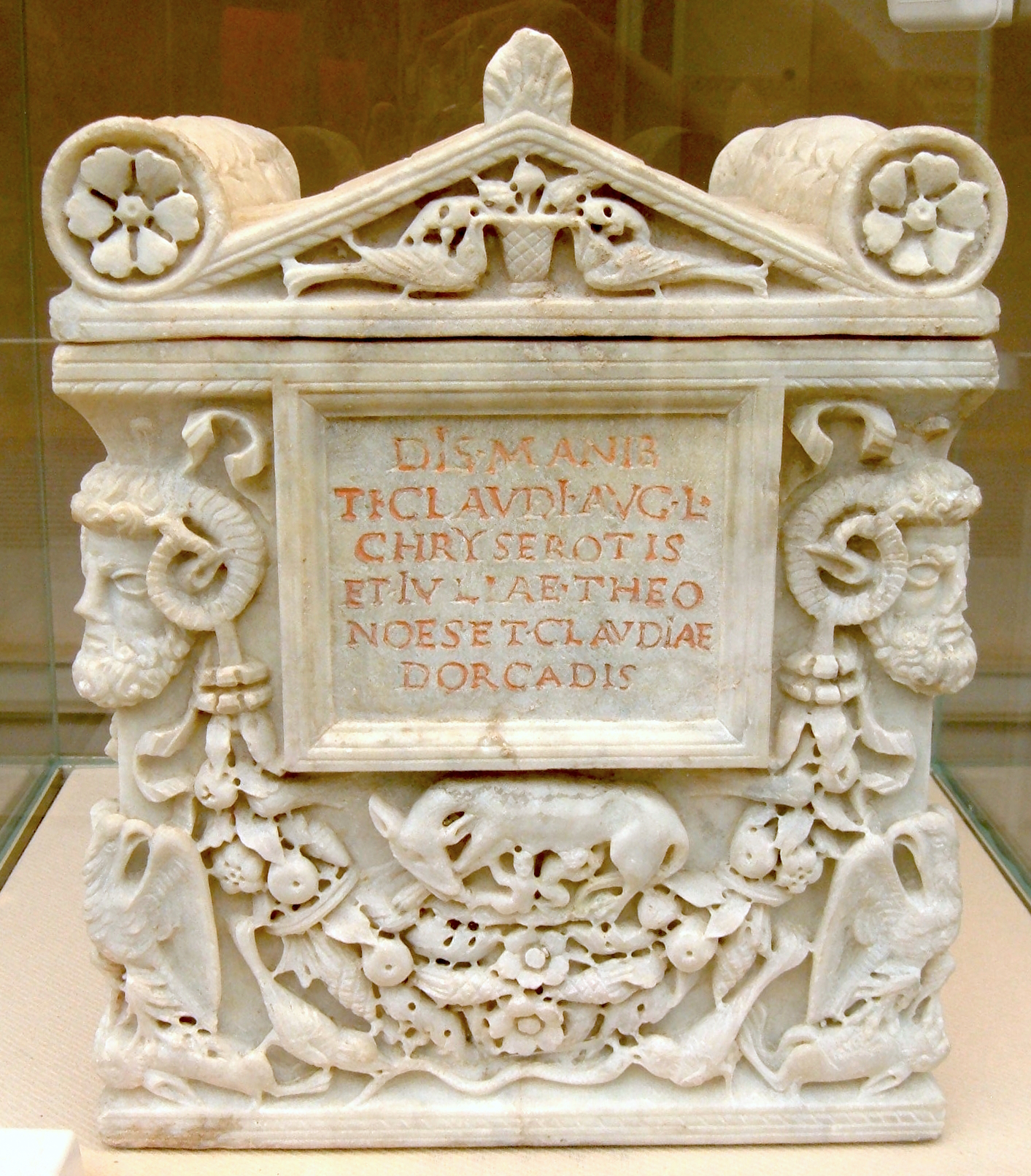
Urna van Tiberius Claudius Chryseros, Iulia Theonoes en Claudia Dorcas. De formule Dis Manibus (D.M.) of Dis Manibus Sacrum (D.M.S.) is op alle Romeinse grafschriften te vinden

In vroeg republikeinse tijden werd het lijk niet verbrand maar begraven, maar langzamerhand werd ook crematie gebruikelijk, hoewel in sommige oude patriciër-geslachten een begrafenis de gewoonte bleef. Reeds in de wetten van de twaalf tafelen wordt de crematie genoemd, maar pas tijdens het Principaat werd crematie gebruikelijk. Door de opkomst van het christendom in de 3e en 4e eeuw raakte crematie later weer in onbruik.
Voor de crematie werd een vierkante brandstapel, een pyra of rogus, waarbij de pyra uit hout bestond en de rogus uit alles wat branden wou. De zijden van de brandstapel moesten onbedekt en ruw zijn, hoewel ze soms door donkere bladeren werden bedekt. Omdat de brandstapel de vorm had van een altaar, werd deze ook wel ara sepulcri of funeris ara genoemd.
Hierop werd het stoffelijk overschot geplaatst, inclusief de bank en de naaste verwant stak, met afgewend gelaat, een fakkel in de ara sepulcri. Hoewel de wetten van de Twaalf Tafelen dit verboden, werden vaak oliën en parfums op de brandstapel gegoten. Verder werden objecten die de overledene dierbaar of aangenaam waren, zoals kleding, voedsel en sieraden in het vuur geworpen.
Als het vuur was gedoofd, werden de smeulende resten geblust met wijn, waarna verwanten botresten en as van de overledene verzamelden. Deze werden dan met parfum besprenkeld in een (feralis) urna geplaatst. Afhankelijk van de draagkracht van de erfgenamen kon dit een eenvoudige pot (ollae) zijn of een zeer fraai, in marmer of albast uitgevoerd exemplaar zijn. Soms werd de as van meerdere personen in dezelfde urna bijgezet.
Nadat dit was gebeurd, volgde een zuiveringsritueel, waarbij naaste verwanten door een priester met een olijftak met water werden besprenkeld en over een vuur stapten, waarna ze door de praefica, de klaagvrouw, met een plechtig ilicet (ire licet, "ge moogt gaan"), werden heengezonden. De nabestaanden namen dan nog eenmaal afscheid met vale.

## Na de begrafenis
Enige tijd na de begrafenis, en het is niet zeker hoelang erna, volgde een feestmaal ter ere van de overledene, het silicernium. Bij de graven in Pompeï is een triclinium voor dergelijke gelegenheden bewaard gebleven. Voor belangrijke personen werden gladiatorengevechten of andere spelen georganiseerd, openbare banquetten aangericht, maar gebruikelijker was dat men rauw vlees uitdeelde aan de menigte (visceratio).
Verder was het gebruikelijk de laatste rustplaats regelmatig te bezoeken, vooral op de verjaardagen van de overledene om bloemen bij de urn te plaatsen en riten uit te voeren waarbij de overledene vaak symbolisch van wijn, zout en brood werd voorzien.

## Het grafmonument

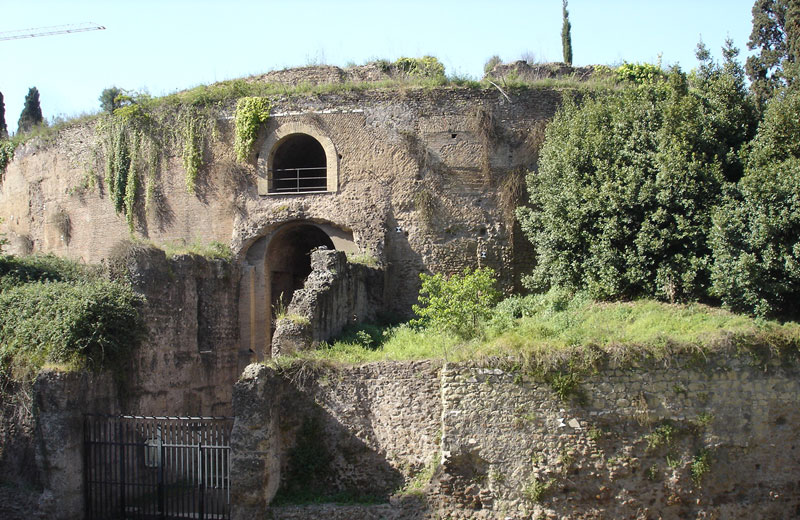
Het mausoleum van Augustus te Rome

De urna werd uiteindelijk bijgezet, soms individueel, maar ook in familiegraven (sepulcra familiara of sepulcra heriditaria) in een grafruimte met nissen voor de individuele urnen (columbarium, waarschijnlijk omdat de vele nissen deden denken aan een duiventil), die soms zeer fraai, soms eenvoudiger waren. De rijkere graven waren omgeven door een muur of een ijzeren hek, vaak omzoomd door cipressen en hadden aan de voorkant een open ruimte, het forum.
Voor rijkeren was het grafmonument in marmer of andere kostbare materialen uitgevoerd, soms zelfs als een geheel gebouw dat ook destijds al een mausoleum werd genoemd. De bekendste voorbeelden in de stad Rome zijn de mausolea van Hadrianus (tegenwoordig de Engelenburcht) en die van Augustus, maar ook buiten de stad, onder andere aan de Via Latina en de Via Appia, zijn vele voorbeelden te vinden. Deze grafmonumenten werden vaak al tijdens het leven gebouwd.
Elke plaats waar een persoon lag begraven, en dat gold ook voor slaven, was religiosae, gewijd aan de Dii Manes. Objecten die bij het graf achtergelaten werden waren religiosae of, als ze aan de Dii Superi waren gewijd sacrae. Op het grafschennis stond de doodstraf of verbanning als er beenderen waren ontvreemd, verbanning of dwangarbeid voor andere vormen.

## Grafschriften

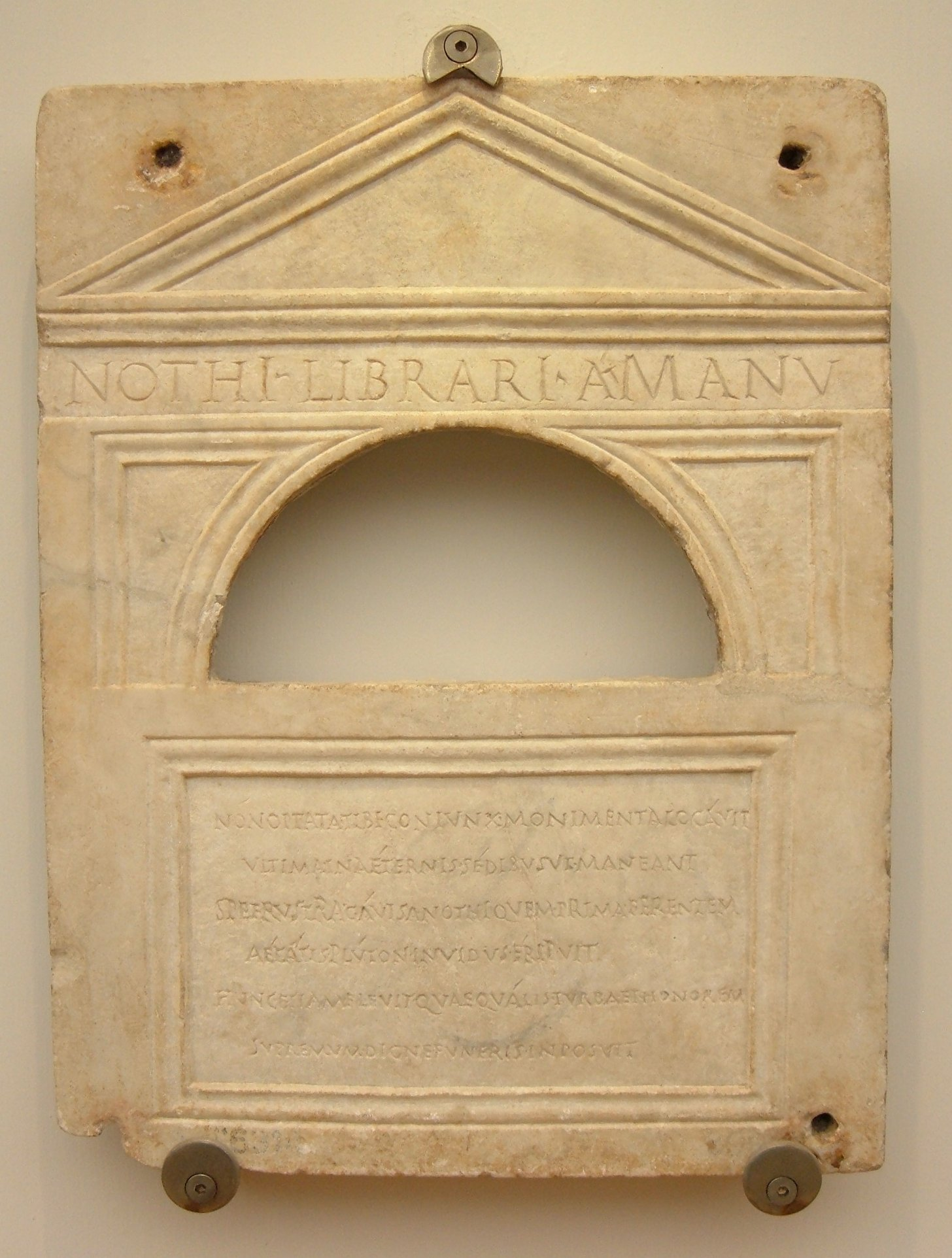
Grafmonument van Nothus, een schrijver of kopiist (librarius a manu)

Een Romeins grafschrift begint bijna zonder uitzondering met de woorden Dis Manibus (vaak afgekort tot D.M.) of Dis Manibus Sacrum (D.M.S.) en bevat niet alleen de naam van de overledene, maar ook diens beroep en hoogtepunten uit zijn carrière en vaak een vrij precieze leeftijd, soms tot op het aantal dagen nauwkeurig. Als laatste wordt vaak vermeld wie de begrafenis heeft betaald en soms hoeveel voet voor en achter de inscriptie het forum, het bij het graf horende perceel, zich uitstrekte gemeten in Romeinse voeten.
Enkele grafschriften zijn zeer uitgebreid, zelfs literair, zoals dat van Allia Potestas, waarin haar geliefde haar lof zingt, haar overlijden betreurt en, in de laatste twee regels, eventuele grafschenners bedreigt met goddelijke wraak.
Omdat deze grafschriften soms zeer gedetailleerd zijn en niet alleen bij een rijke elite, maar vrij algemeen gebruikelijk schijnen te zijn geweest, bieden ze een uitstekende kijk op de Romeinse samenleving. Dat niet iedere inscriptie van even grote kwaliteit was blijkt niet alleen uit spel- en taalfouten, maar ook omdat sommige inscripties door ongeoefende handen lijken te zijn vervaardigd.
Nothi librari a manu non optata tibi coniunx monimenta locavit ultima in aeternis sedibus ut maneant spe frustra gavisa Nothi quem prima ferentem aetatis Pluton invidus eripuit. hunc etiam flevit quaequalis turba et honorem supremum digne funeris inposuit
Voor Nothus de schrijver heeft zijn vrouw hier ongewilde monumenten opgericht opdat zij zijn rustplaats voor eeuwig bewaren. Nothus was haar ijdele hoop, weggerukt uit de bloem van zijn leven door de jaloerse Pluto. Een grote menigte van allerlei mensen weent en zet hem hier met de hoogste eer en waardigheid bij

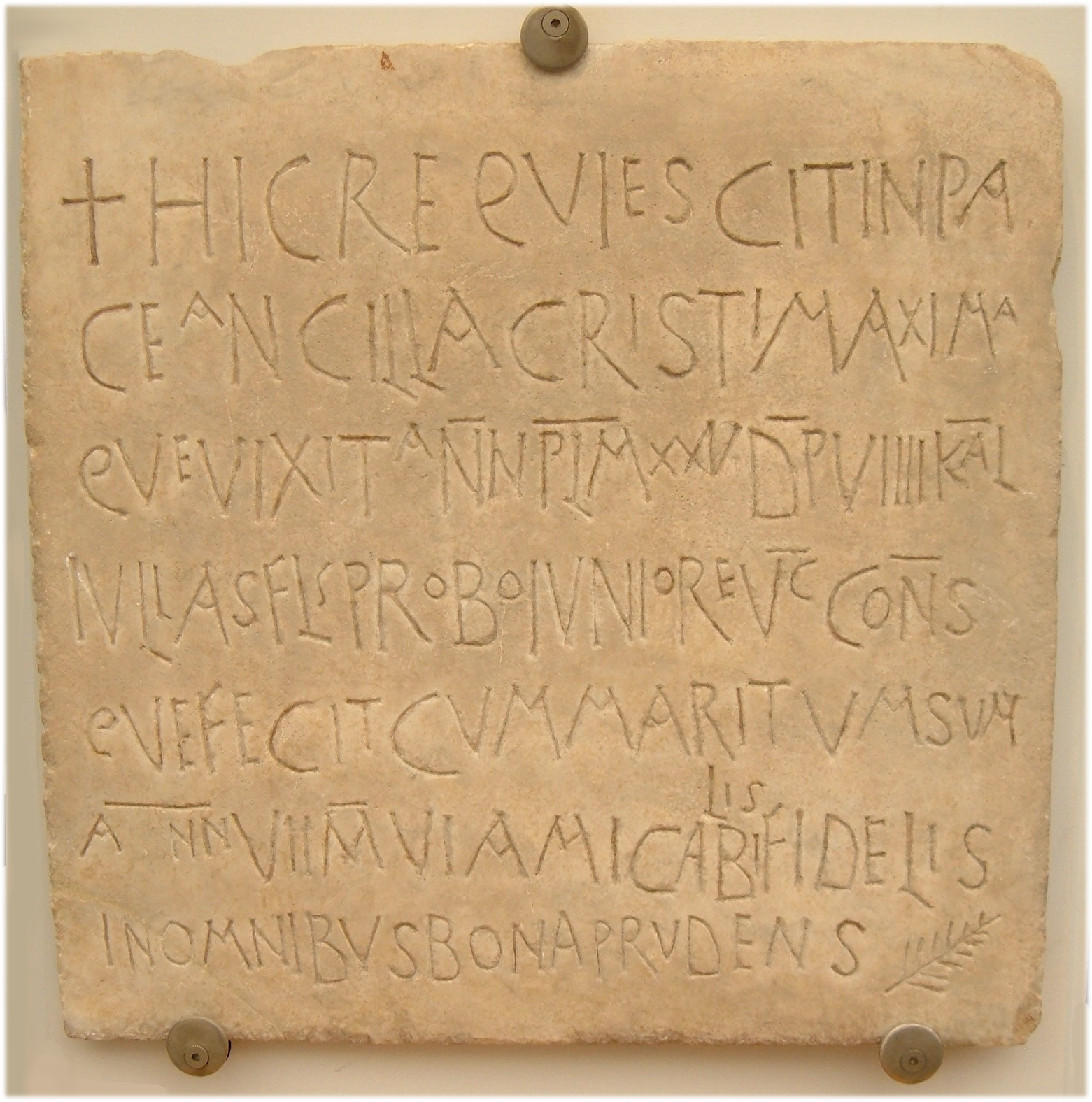
Vroeg christelijk grafschrift (525). De zinsnede "hier rust in vrede" heeft zijn intrede gedaan en de overledene wordt als ancilla Christi (dienares van Christus) omschreven, maar de inhoud en tijdsaanduiding, een verwijzing naar de regerende consul, verraden een sterke Romeinse invloed

De naam Nothus (lat: "bastaard") is die van een slaaf of vrijgelatene, een kopiist of schrijver, die kennelijk in zijn gemeenschap in hoog aanzien stond, want het marmer is van goede kwaliteit, de versieringen zijn fraai uitgevoerd en de inscriptie goed leesbaar en zonder spelfouten. Grafschriften waren zeker niet alleen voor de hoogste kringen gereserveerd, ook een visverkoopster, zoals Aurelia Nais kon zich een grafmonument veroorloven, zodat ze een inkijkje bieden in het leven van de gewone Romein.

## Kosten
Het schijnt gebruikelijk te zijn geweest dat de overledene een som in zijn testament reserveerde om de kosten van zijn begrafenis, de arbitria te betalen. In andere gevallen hadden de erfgenamen de plicht om de begrafenis te organiseren en te betalen. De kosten voor een begrafenis konden uiteenlopen van 200 tot 192.000 sestertiën. In dit soort gevallen besliste een arbiter, al naargelang de positie en welstand van de overledene, welke kosten gemaakt dienden te worden. In geval van een funus indictae werden de kosten door de staat gedragen.
Ook kon men lid worden van een collegium funeraticium, een begrafenisclub die bij expliciet decreet van de Senaat waren toegestaan. Gedurende zijn leven betaalde men een bepaalde som, en daaruit werden de kosten van de begrafenis en het graf bestreden. Ook christenen verenigden zich in dit soort begrafenis-verenigingen, waaruit later catacomben zijn ontstaan.
Een opgraving aan de Via Latina stelt ons in staat een blik te werpen hoe zo'n collegium functionerde. In 6 v.Chr. kwamen zesendertig mensen samen om een gezamenlijk columbarium aan de Via Latina te bouwen en stelden twee mensen uit hun midden, Marcus Aemilius en Marcus Fabius Felix als toezichthouder (curatores aedificii xxxvi. sociorum) aan. Zij tekenden de afrekeningen van de uitvoerders en belegden op 30 september een vergadering, waarin alle aanwezigen schriftelijk bevestigden dat zij hun taak naar behoren hebben uitgevoerd. Het nieuwe columbarium bevat 180 nissen (loculi), vijf nissen per persoon die gedeeltelijk onder de deelnemers werden verloot, gedeeltelijk toegewezen, want de prominentste plaatsen, op ooghoogte en het liefst tegenover de ingang, waren het gewildst.
Pas eenendertig jaar later, in 25 n.Chr. vond de laatste bijzetting plaats, die van ene Scirtus, beroemd menner van een quadriga, die echter pas in 13 n.Chr. zijn carrière begon, wat een indicatie is dat het collegium niet alleen voor eigen behoefte bouwde, maar de zaak ook als investering zag en loculi verkocht.